# Tomás Maldonado Cera
Tomás Manuel Maldonado Cera (Barranquilla, Colombia, 1971) es un violador y asesino en serie colombiano. Es ampliamente conocido a nivel local y nacional como El Satánico ya que después de asesinar a sus víctimas las marcaba con símbolos satánicos. Se sabe que atacaba a gais y mujeres y fue relacionado por el asesinato de 10 personas.
La mayoría de las víctimas fueron violadas y atacadas en la cabeza por medio de golpes y armas cortopunzantes, algunos con mutilaciones. Una vez que las víctimas eran asesinadas, Maldonado Cera realizaba ritos satánicos con los cadáveres a los que le cercenaba alguna parte del cuerpo; también se sabe que marcaba los cuerpos con algún tipo de simbología satánica, entre ellos, el signo de Voor, el pentagrama invertido, estrellas, hexagramas, entre otros.
Una de las víctimas de Maldonado Cera fue identificada como Brenda Pájaro, quien fue vista con él por última vez el 25 de julio del 2018. 39 testimonios y 157 evidencias vinculaban a Maldonado Cera con la desaparición y asesinato de Brenda.
En agosto de 2023 fue condenado a 46 años de prisión por la muerte de Brenda Pájaro, una de sus víctimas. Es una de las condenas más altas establecidas para un asesino en la región Caribe.

## Crímenes
Los asesinatos ocurrieron entre 2002 y 2018. La primera víctima fue Rolando Romero Romero a quien le propinó 25 puñaladas y le escribió la letra «z» en su frente. Las demás fueron mujeres y hombres, también se encuentran varios miembros de la comunidad LGBT.
Todos estos sucesos ocurrieron en lugares alejados y desolados de la ciudad de Barranquilla. La última víctima fue Brenda Pájaro, una mujer que residía en la ciudad y quien fue encontrada en un lugar solitario del barrio Miramar, en la localidad Norte-Centro Histórico. Se cree que fue asesinada el 25 de julio de 2018, fecha en la cual desapareció.
Además de los asesinatos, también es acusado de otros crímenes como prófuga de presos, porte de armas y hurto.

## Rituales y simbología
Según las investigaciones de las autoridades, los cuerpos de muchas de las víctimas asesinadas por Maldonado Cera presentaban mutilaciones, amputaciones en algunas partes del cuerpo (se sabe que varios cuerpos fueron encontrados con dedos amputados), además se mostraba el «Signo de Voor», utilizado antiguamente para invocar a dioses. También se exhibían en otras partes del cuerpo diversas estrellas y hexagramas, este último, utilizado antiguamente en ritos y prácticas mágicas, así como la estrella de cinco puntas o el pentagrama invertido. En los lugares donde fueron asesinados se encontraron escritos satánicos y símbolos en la arena.
La mayoría de las víctimas fueron asesinadas antes del 31 de octubre, fecha en la cual se celebra Halloween. Según el testimonio de uno de los familiares de las víctimas, Maldonado Cera mantenía pacto con el diablo, motivo por el cual asesinaba antes del 31 de octubre.